# Domingos Jório Filho
Domingos Jório Filho (c. 1923 - Vitória, 23 de julho de 2014) foi um político brasileiro do estado de Minas Gerais. Foi prefeito municipal de Mantena no período de 1955 a 1959.

Foi deputado estadual em Minas Gerais por três mandatos consecutivos, durante o período de 1959 a 1971 (da 4ª à 6ª legislatura), respectivamente pelo PTN, pela UDN e pela ARENA, atuando como suplente nesta última.